# 미쓰와촌 (나가노현)
미쓰와촌(일본어: 三都和村)은 일본 나가노현 기타사쿠군에 있던 촌이다. 현재의 다테시나정 북동부에 해당한다.

## 역사
- 1889년 4월 1일 - 정촌제 시행에 의해 3촌의 구역을 확장해 성립하였다.
- 1955년 4월 1일 - 아시다촌, 요코토리촌과 합병해 다테시나촌이 성립하여, 동일 미쓰와촌은 폐지되었다.

## 참고문헌
- 角川日本地名大辞典 20 長野県